# SUNDAY FINISHING LINE
SUNDAY FINISHING LINE（サンデー･フィニッシング･ライン）は、Inter FM897で2023年4月2日から放送されている番組。

## 概要
日曜日の夕方、スポーツの結果速報や交通情報をドライビングミュージックとともにDJのタケ小山が生放送で進行する番組。主に以下のコーナーで構成されている。番組スタート時は隔週でアシスタントの小林紀子または山本潤が出演していた。
- FINISHIN LINE Result: スポーツ結果速報
- Cheering Voice: リスナーのツイッタやーメールによるメッセージやアスリートへの応援を伝言
- Winners Voice: アスリートやリスナーの勝利の喜びの声を生放送やメッセージ紹介
- FIGHTER's STORY: タケ小山が応援したいチームや選手をピックアップして紹介
- Inside Column:
- Interfm Traffic Report: 16:12、32、17:12の計3回放送。日本道路交通情報センター・九段センターの担当者が情報を読み上げた後、タケ小山がリクエスト曲を聞いたりリスナーから寄せられた質問を投げかけるなどのクロストークが多い。

## 出演者

### DJ
- タケ小山（プロゴルファー）（2023年4月2日 - ）

過去出演していたアシスタントは小林紀子、山本潤

## 放送時間
- 日曜16:00～17:55(2023年4月2日 - )